# Cyphostemma kirkianum
Cyphostemma kirkianum är en vinväxtart. Cyphostemma kirkianum ingår i släktet Cyphostemma och familjen vinväxter.

## Underarter
Arten delas in i följande underarter:
- C. k. kirkianum
- C. k. trifoliolatum